# Planche (cuisine)

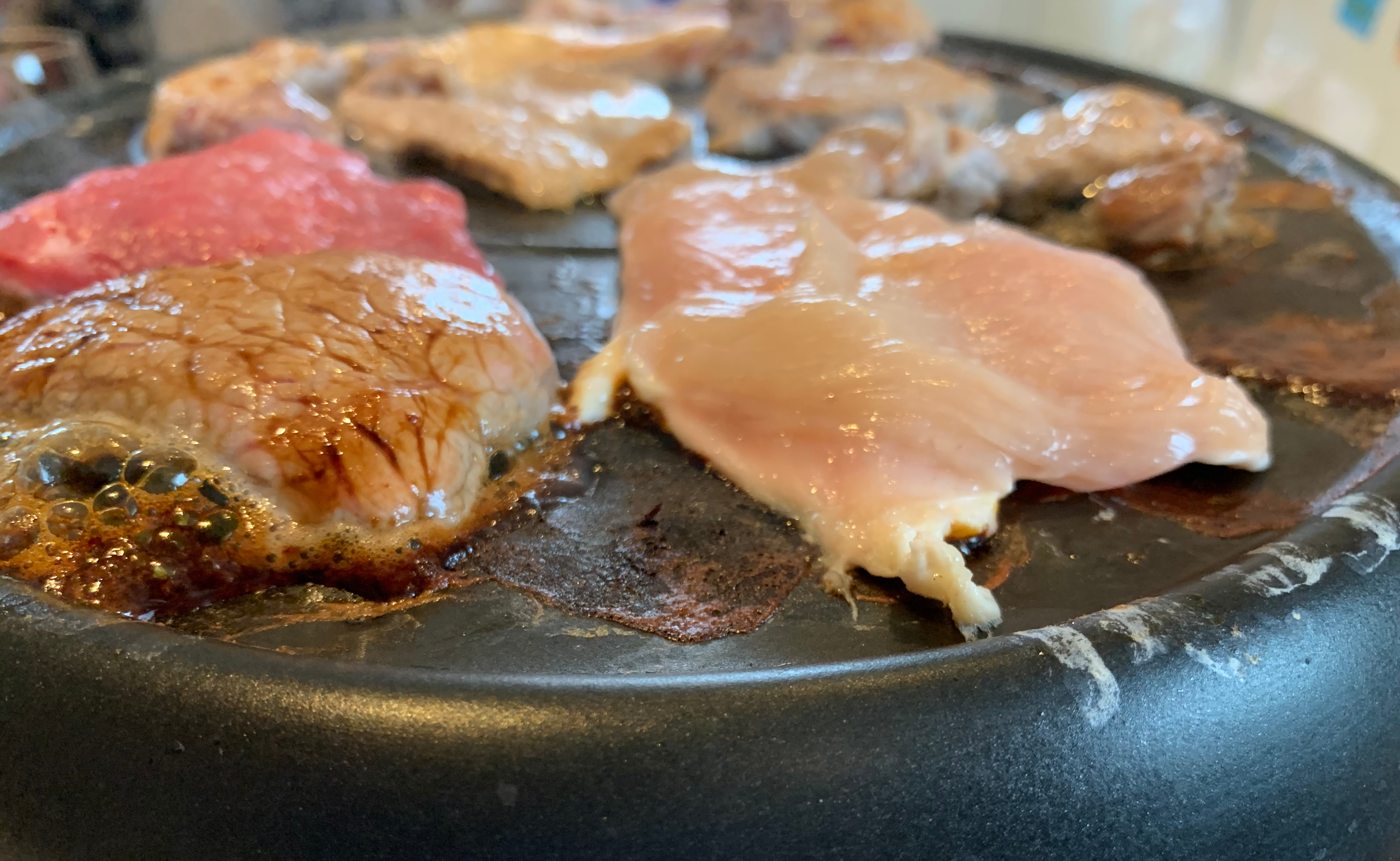
Pierrade de viandes variées.

La planche à griller ou à cuire est un ustensile de cuisine permettant la cuisson des aliments. Constituée d'une surface lisse et plane (la planche à griller) qui peut être métallique ou en pierre.
Il existe deux principales façons de s'en servir : soit disposer une source de chaleur sous cette surface et assurer une diffusion de chaleur continue, soit chauffer la planche (dans un grand foyer par exemple), l'ôter de la source de chaleur, puis utiliser la chaleur emmagasinée dans la planche pour cuire les aliments en les posant sur la surface chaude. Les versions modernes des planches de cuisson sont souvent solidaires de leur source de chaleur et forment un appareil unique qui peut être placé sur une table. La température maximale de ces appareils excède normalement les 240° et peut dépasser les 300°. Les appareils d'intérieur ont le plus souvent des températures maximales inférieures à celles d'extérieur, à cause du dégagement de vapeur dû à la chauffe, incompatible avec un usage en intérieur. Un autre paramètre déterminant dans la température maximale est la matière de la plaque. Les appareils bas de gamme ayant une plaque constituée de simple tôle, ils sont sujets à déformation à haute température.
Dérivé de la simple grillade sur braise, ce type de cuisson existe depuis la Préhistoire et a connu de tout temps des déclinaisons locales partout dans le monde, qui continuent d’exister et d’évoluer. La cuisson sur planche peut être pratiquée en extérieur ou en intérieur si l'on dispose d'un appareil adapté.

## Quelques types de planches de cuisson à travers le monde

### Europe
- La plancha d'Espagne popularisée par son utilisation lors de fêtes religieuses au XIXe siècle
- Le girdle écossais est une forme ancienne du griddle nord-américain.
- La pierrade ou pierre à griller, de dimensions n'excédant pas 30 cm, remise à la mode en France dans sa version de table.

### Amérique latine
- Le comal du Mexique en métal est souvent utilisé pour la cuisson des tortilla
- Le budare (es) est aussi utilisé pour la cuisson des tortilla. Traditionnellement fait de pierre ou d'argile, il est répandu en Colombie et au Venezuela.

### Amérique du Nord
- Le griddle nord-américain s'inscrit dans la tradition américaine du barbecue et de la cuisine d'extérieur.

### Asie
- Au Japon , le teppanyaki est un type de cuisine utilisant un teppan (une planche en fonte) souvent placé de manière que le client puisse voir le cuisinier travailler. Le teppan est utilisé pour cuire des plats traditionnels comme l'okonomiyaki.
- Le Jingisukan, une autre spécialité japonaise, à base d'agneau, est traditionnellement grillé sur une planche striée et en forme de dôme. Ce plat est populaire et répandu sur l'île d'Hokkaido ainsi qu'en Thaïlande. La forme de l'ustensile est censée reproduire la forme d'anciens casques de soldats japonais.
- Le barbecue mongol né à Taipei dans les années 1950 est un plat préparé sur un appareil de cuisson dérivé du teppan qui jouit d'une certaine popularité en Allemagne et aux États-Unis. Dans ces pays, un certain nombre de chaînes de restaurant sont spécialisées dans la préparation de ce plat.
- Le tava ou saj est utilisé pour cuire divers types de pains ou de crêpes. Il est rond, et peut être convexe ou plat. En Asie du Sud, il est notamment utilisé pour la cuisson des chapati et paratha mais est aussi souvent utilisé pour griller toute sorte d'aliment. En Asie du Sud-Est, il est connu sous le terme de saj emprunté au langues turques. En Asie de l'Ouest il est toujours convexe, tandis qu'il peut être rencontré sous ses deux formes dans le reste de l'Asie.

### Proche et Moyen-Orient
- Le tava répandu dans tout le Moyen-Orient et l'Extrême-Orient est d'origine perse, et est utilisé au Proche-Orient où il est dénommé saj.